# جین ارسو
جین ارسو (انگلیسی: Jyn Erso) شخصیتی تخیلی در فرنچایز جنگ ستارگان است. این شخصیت را بازیگر انگلستانی فلیسیتی جونز در فیلم روگ وان (۲۰۱۶) به تصویر کشید. جین ارسو به ائتلاف شورشی کمک می‌کند تا در یک تلاش از جان گذشتنی نقشه‌های سلاحی به‌نام ستاره مرگ که متعلق به امپراتوری کهکشانی است و قدرت کافی برای نابودسازی کامل یک سیاره را دارد، بدزدند. این شخصیت در سال ۲۰۱۶ توسط جیمز لوچنو به عنوان یک کودک در رمان پیش‌درآمد کاتالیست معرفی شد.